# Tang Xin
Tang Xin (chinesisch 唐欣; * 7. Januar 2001) ist eine chinesische Radrennfahrerin.

## Sportlicher Werdegang
Tang Xin vertrat ihr Land bei den Olympischen Jugend-Sommerspielen 2018 in Buenos Aires in der Disziplin Radsport. 2020, im Alter von 19 Jahren, gewann sie die chinesischen Meisterschaften im Straßenrennen.
Nachdem ihre Karriere infolge der Corona-Pandemie eine zweijährige Pause erlebte, konnte sie 2023 bei den nationalen Meisterschaften in Straßenrennen und Einzelzeitfahren jeweils den dritten Platz holen und fuhr für die chinesische Nationalmannschaft bei den Weltmeisterschaften in Glasgow. Im Oktober war sie bei den beiden chinesischen Rennen der UCI Women’s WorldTour, auf Chongming Island und in Guangxi, jeweils in den Top 10 platziert und damit die beste heimische Fahrerin. Zudem gewann sie auf Chongming Island die Nachwuchswertung.
2024 ist Tang Xin für das französische Continental Team Winspace aktiv, dem Nachfolger von Stade Rochelais-Charente Maritime, und fuhr unter anderem Paris–Roubaix und die Vuelta Femenina. Bei den Asienmeisterschaften 2024 gewann sie Bronze im Straßenrennen. Bei den Olympischen Sommerspielen 2024 in Paris belegte sie im Einzelzeitfahren den 34. Platz, im Straßenrennen schied sie vorzeitig aus.

## Erfolge
2020
 Chinesische Meisterin (Straßenrennen)
2023
Nachwuchswertung Tour of Chongming Island
2024
 Asienmeisterschaften – Straßenrennen